# بركان أوغسطين
بركان أوغسطين ( سوغبياق : أوتاكينيق ;  دينينا : تشو نولا هو بركان طبقي في ألاسكا يتكون من مجمع مركزي من قباب الحمم البركانية والتدفقات البركانية على القمة محاط بمئزر من الحمم البركانية واللاهارية والانهيارات الجليدية والرماد. ينشط البركان بشكل متكرر، حيث سُجلت ثورات بركانية كبيرة في الأعوام 1883 و1935 و1963-1964 و1976 و1986 و2006. كما تم الإبلاغ عن ثورات بركانية صغيرة في الأعوام 1812 و1885 و1908 و1944 و1971. وتتميز الانفجارات البركانية الكبيرة ببداية انفجارية يعقبها انصباب أهدأ للحمم البركانية.وتشكل جزيرة أوغسطين في جنوب غرب كوك إنليت في منطقة شبه جزيرة كيناي في جنوب وسط ألاسكا الساحلية الجنوبية، على بعد 174 ميلاً (280 كم) جنوب غرب أنكوريج. وتبلغ مساحة جزيرة أوغسطين 32.4 ميل مربع (83.9 كم2)، بينما تبلغ مساحة جزيرة أوغسطين الغربية الواقعة قبالة شواطئ أوغسطين الغربية 2 ميل مربع (5.2 كم2). ويرجع عدم انتظام الخط الساحلي لجزيرة أوغسطين إلى الانهيار الكارثي المتكرر لقبة القمة، مما أدى إلى انهيارات جليدية من الحطام أسفل الأجنحة وفي كوك إنليت.
تتكون الجزيرة بشكل رئيسي من رواسب ثوران البركان السابقة. وقد تمكن العلماء من تمييز أن انهيار القبة في الماضي قد أدى إلى انهيارات جليدية كبيرة.

## الوصف والتاريخ الجيولوجي
يبلغ عرض الجزيرة غير المأهولة الدائرية غير المأهولة تقريبًا التي شكلها بركان أوغسطين 12 كم (7.5 ميل) من الشرق إلى الغرب، و10 كم (6.2 ميل) من الشمال إلى الجنوب؛ وتبلغ القمة المركزية المتماثلة تقريبًا قمة مركزية على ارتفاع 4,134 قدمًا (1,260 مترًا).

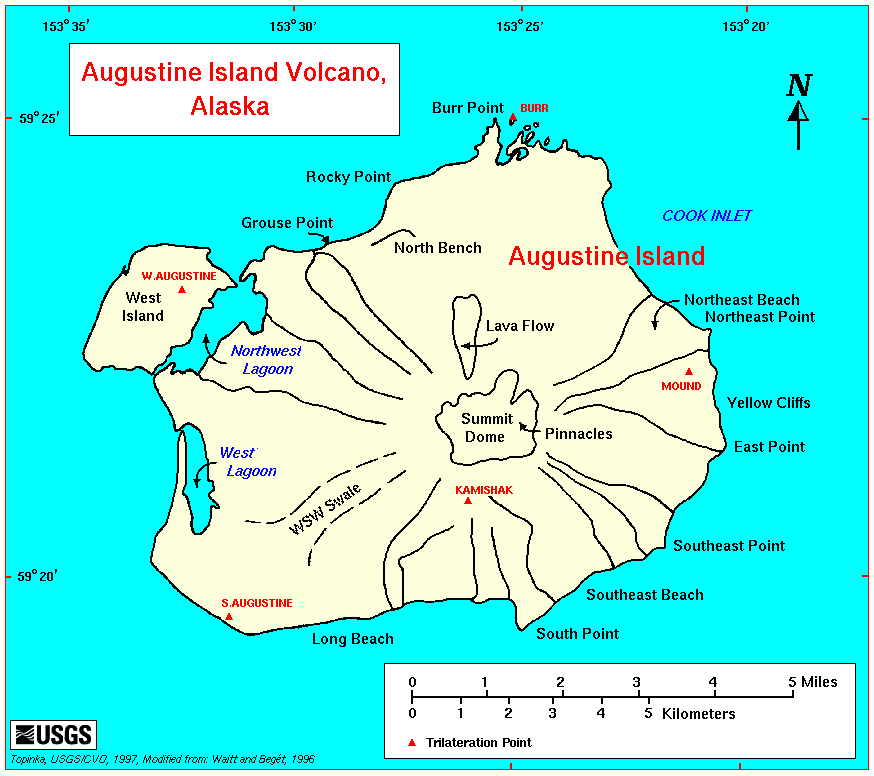
خريطة هيئة المسح الجيولوجي الأمريكية لجزيرة بركان أوغسطين

تتكون قمة أوغسطين من عدة مجمعات متداخلة من قباب الحمم البركانية التي تشكلت خلال العديد من الانفجارات البركانية التاريخية وما قبل التاريخ. وتتألف معظم الحطام المتشظي المكشوف على طول منحدراتها من كتل زاويّة من الأنديسايت الصخري القُبِّيِّ، وهي عادةً ما تكون من حجم الحصى إلى حجم الصخور ولكنها تحمل كتلًا كبيرة يصل حجمها من 4 إلى 8 أمتار (13 إلى 26 قدمًا)، ونادرًا ما يصل حجمها إلى 30 مترًا (98 قدمًا). سطح هذه الرواسب رطب، وهو عبارة عن حقل من التلال المخروطية الحادة والمنخفضات المتداخلة مع وجود عدة أمتار من التضاريس المحلية. في طريقه إلى كاتماي في عام 1913، استنتج روبرت ف. غريغز لفترة وجيزة أن الانهيار الأرضي (الانهيار الجليدي الحطامي) هو أصل التضاريس الساحلية الرطبة في أوغسطين حول نقطة بور بوينت، وذلك عن طريق القياس الجيومورفولوجي مع الترسبات الرطبة والمكتلة لانهيار أرضي عام 1912 بالقرب من كاتماي.
تشبه الرواسب الرطبة على الأجنحة السفلية لأوغسطين من الناحية الطوبوغرافية والليثولوجية تلك التي نتجت عن الانهيار الأرضي الكبير أو الانهيار الجليدي الحطامي الذي أدى إلى الثوران البركاني المذهل لجبل سانت هيلينز في 18 مايو 1980. كشفت ترسبات ذلك الانهيار الأرضي عن أصل الدياميتات الخشنة ذات التضاريس الرطبة في المخاريط البركانية الطبقية الأخرى. ومنذ عام 1980، تم تفسير العديد من الترسبات الرطبة المتشظية الخشنة على الأجنحة السفلية لجبل أوغسطين على أنها رواسب العديد من الانهيارات الأرضية الكبيرة والانهيارات الجليدية الحطامية.

## النشاط البركاني
في 22 يناير 1976 و27 مارس 1986، أدت الانفجارات البركانية إلى ترسب الرماد فوق مدينة أنكوريج وتعطيل حركة الطيران في جنوب وسط ألاسكا.
في 11 يناير 1994، ثار بركان أوغسطين في الساعة 13:44 و14:13 بالتوقيت العالمي المنسق.

### 2005–2006

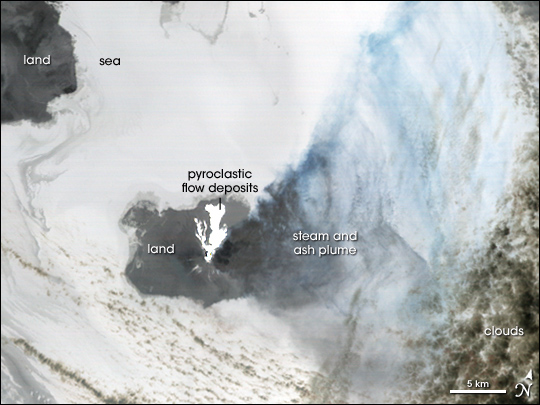
صورة حرارية بعد ثوران يناير 2006. الأجزاء البيضاء من الصورة أكثر دفئًا من المناطق المظلمة.

تألف الثوران من أربع ”مراحل“، بدأت في أبريل/نيسان 2005 واستمرت حتى مارس/آذار 2006. بدأت المرحلة التمهيدية على شكل زيادة بطيئة ومطردة في النشاط الزلزالي الدقيق  النشاط تحت البركان في 30 أبريل 2005. وفي سرب سابق في تشرين الأول/أكتوبر 2004، تطورت معدلات زلزالية تجاوزت أي سرب سابق لوحظ منذ ثوران البركان عام 1986؛ ومع ذلك، فإن فترة السكون التي استمرت ستة أشهر بين هذا السرب و30 نيسان/أبريل 2005، تجعل أي صلة له بثوران البركان عام 2006 غير مؤكدة. وازداد عدد الزلازل الواقعة في VT ببطء من معدل زلزال إلى زلزالين في اليوم الواحد في مايو 2005 إلى خمسة إلى ستة زلازل في اليوم الواحد في أكتوبر 2005 إلى 15 زلزالاً في اليوم الواحد في منتصف ديسمبر 2005. وكشف يوم 2 ديسمبر عن بداية سلسلة من الانفجارات الزلزالية الصغيرة التي تم تسجيلها بوضوح على شبكة أوغسطين الزلزالية. وحدثت أكبر هذه الانفجارات في 10 و 12 و 15 كانون الأول/ديسمبر. كشفت عملية تحليق استطلاعية في 12 ديسمبر/كانون الأول عن تبخير قوي من منطقة القمة، وعن وجود فومارول قوي جديد على الجانب الجنوبي للقمة على ارتفاع 3600 قدم (1100 متر) تقريبًا، وعن غبار خفيف من الرماد على الأجنحة الجنوبية للبركان. امتد عمود قوي من البخار والغاز إلى الجنوب الشرقي. أُخذت عينة من الرماد في 20 ديسمبر/كانون الأول ووُجد أنه مزيج من الجسيمات المتجمدة والزجاجية؛ ويبدو أن الأخيرة هي جسيمات من الحمم البركانية التي أعيد تحريكها عام 1986. بين 12 ديسمبر 2005 و 10 يناير 2006، كانت معدلات الزلازل مرتفعة بشدة، حيث تم تحديد أكثر من 420 زلزالاً بواسطة جهاز رصد الزلازل. وحدث معظم هذا النشاط على شكل دفعات متقطعة مشابهة لتلك التي لوحظت قبل ثوران البركان عام 1986

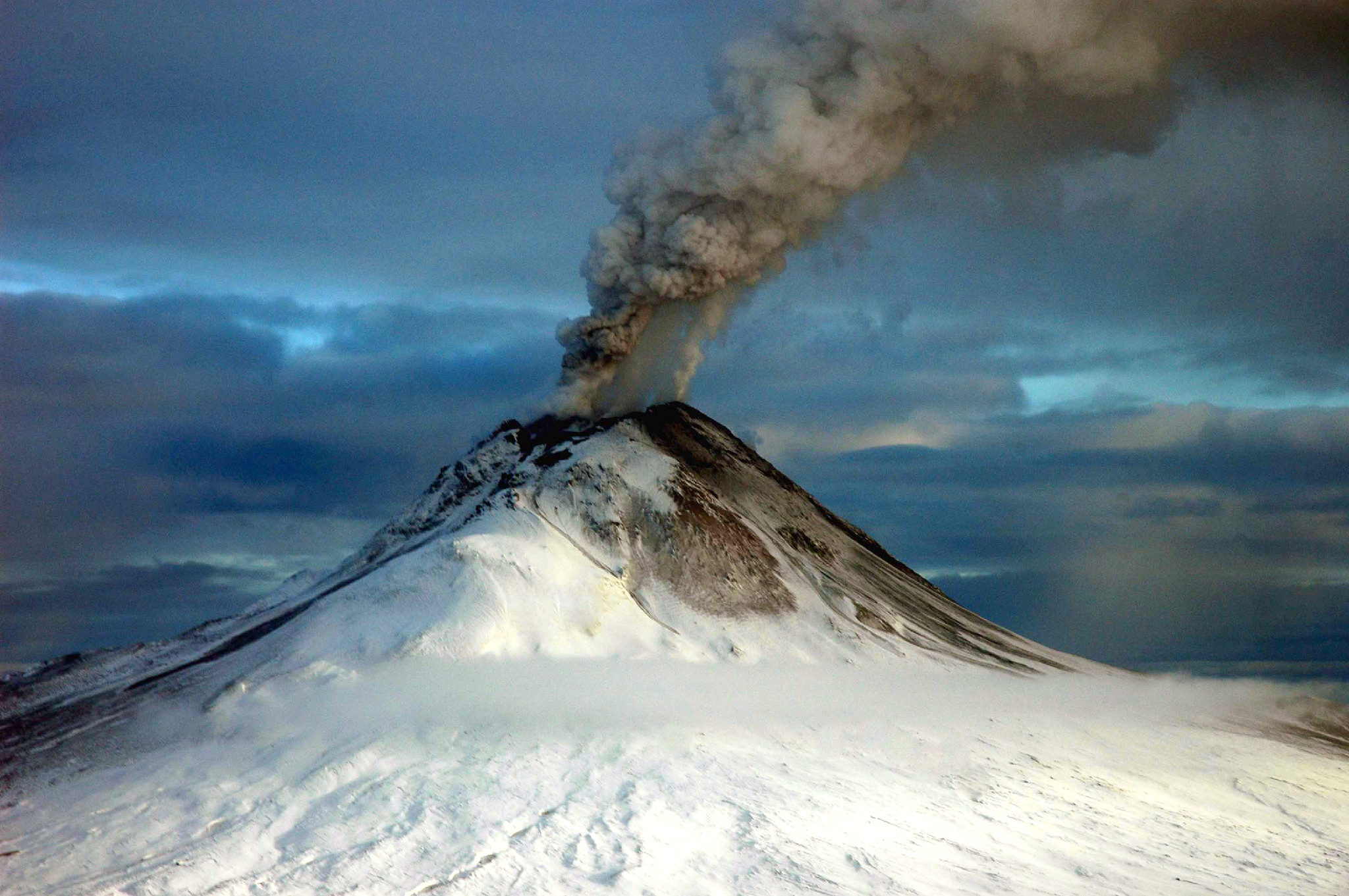
ثوران عام 2006

ثار البركان في 11 يناير/كانون الثاني 2006، ليدخل في مرحلة ثانية تستمر حتى 28 يناير/كانون الثاني. بدأت الهزات الأرضية التكتونية في وقت مبكر من شهر يناير/كانون الثاني، مما أدى إلى ثوران البركان بمؤشر الانفجار البركاني 3 في وقت لاحق من ذلك اليوم. وقد تولدت عدة أعمدة من الرماد، كل منها على ارتفاع 9 كم (6 ميل) فوق مستوى سطح البحر؛ وقد تأثرت هذه الأعمدة بشكل مطرد إلى الشمال والشمال الشرقي من البركان. كانت عينات من الحمم البركانية كثيفة، مما يشير إلى أن الحمم المنبعثة كانت ناضجة
وسُجِّلت ستة انفجارات بواسطة أجهزة رصد الزلازل في الفترة ما بين 13 يناير/كانون الثاني، وكان أولها قد استهلك جهاز قياس الزلازل وجهاز قياس الزلازل CPGS الواقع على الجناح الشمالي الغربي. ووصلت أعمدة الرماد الآن إلى 14 كم (9 ميل) وأبلغ سكان شبه جزيرة كيناي عن ترسبات الرماد. وفي 16 يناير، لوحظت قبة جديدة من الحمم البركانية على القمة؛ وفي اليوم التالي أدى انفجار آخر إلى ثوران انفجاري آخر إلى إرسال الرماد على بعد 13 كم (8 ميل) في الغلاف الجوي. أحدث هذا الانفجار حفرة بعرض 20-30 مترًا في قبة الحمم البركانية الجديدة
وفي 22 أيلول/سبتمبر 2007، أفاد مرصد بركان ألاسكا أن النشاط الزلزالي الضحل قد ازداد خلال الأسبوع الذي بدأ في 22 أيلول/سبتمبر 2007. غير أن النشاط كان أقل من مستواه خلال الأشهر التي سبقت ثوران البركان في الفترة 2005-2006.

## شبكات الاستشعار
يمتلك مرصد حدود الصفيحة الأرضية شبكة من 10 أجهزة عالية الدقة لتحديد المواقع على جوانب أوغسطين. وقد أودى النشاط البركاني اللاحق باثنين من تلك المواقع. ويشغّل مرصد بركان ألاسكا أيضًا عددًا من أجهزة قياس الزلازل وأجهزة قياس الميل في جميع أنحاء البركان، بما في ذلك أربع كاميرات ويب.

## قراءة إضافية
- كينلي، ويورغن، وزيجمونت كواليك، وتي إس مورتي. "تسونامي ناتج عن ثورات بركان جبل سانت أوغسطين، ألاسكا". مجلة العلوم، ٢٣٦، العدد ٤٨٠٧ (١٩٨٧): ١٤٤٢-٤٤٧. http://www.jstor.org/stable/1699705 .

## روابط خارجية
- نشاط أوغسطين
- نسخة محفوظة 2008-10-29 على موقع واي باك مشين. كاميرا الويب المباشرة لبركان أوغسطين
- صور ناسا

1. 1 2
2. ↑  "Major native place names in southcentral Alaska" (PDF). alaska.edu. يوليو 1985. مؤرشف من الأصل (PDF) في 2024-03-08. اطلع عليه بتاريخ 2023-10-28.
3. ↑  Microearthquakes are tiny earthquakes that suggest a volcanic eruption could possibly occur.[4]